# John McAfee
John McAfee (18 de setembro de 1945—23 de junho de 2021) foi um programador de computadores britânico, fundador da McAfee. Foi uma das primeiras pessoas a projetar software antivírus e desenvolver scanner de vírus.

## Início da vida
McAfee nasceu na Inglaterra e cresceu em Salem, Virgínia. Recebeu seu diploma de bacharel em matemática pela Faculdade de Roanoke em 1967, e recebeu um doutorado honorário da Faculdade de Roanoke em 2008.

## Vida profissional
McAfee foi contratado como programador pela NASA Instituto de Estudos Espaciais, em Nova York 1968-1970. De lá ele foi para Univac como um designer de software e mais tarde para a Xerox como arquiteto de sistema operacional. Em 1978 ele se juntou a Computer Sciences Corporation como consultor de software. Mais tarde, enquanto empregado da Lockheed em 1980, McAfee recebeu uma cópia do vírus de computador Brain e começou a desenvolver um software para combater o vírus.
Em 1987 fundou a McAfee Associates, uma empresa de software de antivírus. Ele foi o primeiro a distribuir software antivírus usando shareware. Em 1989, ele abandonou a Lockheed e começou a trabalhar em tempo integral na McAfee Associates, que ele inicialmente trabalhava em sua casa em Santa Clara, Califórnia. A empresa foi criada no estado de Delaware, em 1992, e McAfee se desligou da empresa em 1994. Dois anos após, a McAfee Associates tornou-se pública, McAfee vendeu sua participação remanescente da empresa. Network Associates foi criada em 1997 como uma fusão da McAfee Associates e Network General, a produtora do Sniffer. Esta empresa se tornou mais tarde Network Associates, um nome que manteve por sete anos, até que se tornou McAfee. A McAfee permanece até hoje como uma das maiores empresas de antivírus do mundo.
Outras oportunidades de negócios que ele criou foi Voz Tribal, onde desenvolveu um dos primeiros programas de mensagens instantâneas, PowWow. Em 2000, John McAfee entrou para o conselho de administração da Zone Labs, antes de sua aquisição pela Check Point Software em 2003.
Em agosto de 2009, o New York Times relatou que a fortuna pessoal da McAfee havia diminuído para US$ 4 milhões tendo um pico de US$ 100 milhões, como efeito da crise financeira global e da recessão em seus investimentos.
A partir de fevereiro de 2010, McAfee começou um novo empreendimento na área de pesquisa de antibióticos. QuorumEx empresa sediada em Belize e trabalha na produção comercial de antibióticos naturais com base na tecnologia de sensoriamento antiquorum.

## Vida pessoal
McAfee ensinava ioga e escreveu vários livros sobre esse assunto.
Em um artigo de 2012 no jornal interno da Mensa, ele afirmou que ser o desenvolvedor do primeiro programa antivírus comercial fez dele "o alvo mais popular dos Hackers", tendo informado que "Hackers me veem como uma medalha de ouro". Ele acrescentou que, para sua própria segurança, outras pessoas compram seus equipamentos de informática, usa pseudônimos para a criação de computadores e login, e muda o seu endereço IP várias vezes por dia.

## Problemas legais
Em 2 de maio de 2012, a propriedade de McAfee em Orange Walk Town, Belize, foi invadida pela Gang Suppression Unit. O porta voz da GSU afirmou que ele foi preso por fabricação de medicamentos sem licença e posse de uma arma sem licença. McAfee foi preso na frente de sua namorada, que tinha 17 anos de idade. Em 2012, O porta voz de Belize, Raphael Martinez, disse: "Ele era apenas suspeito, ele não foi condenado nem estava preso. Ele era apenas suspeito".
Em 12 de novembro de 2012, a polícia de Belize começou uma busca por McAfee como suspeito do assassinato do americano Gregory Viant Faull. Faull foi encontrado morto por ferimento à bala em 10 de novembro de 2012, em sua casa na ilha de Ambergris Caye. Faull era vizinho de McAfee. Foi preso na Guatemala depois de fugir de Belize, onde foi intimado a depor sobre o assassinato do vizinho. Ninguém foi formalmente acusado. Em entrevista à Wired, John McAfee mantém sua inocência. Ele também diz que está com medo que a polícia vá matá-lo e se recusou a responder perguntas de sua rotina para a polícia. O primeiro-ministro de Belize, Dean Barrow, afirmou que McAfee era "extremamente paranoico, maluco mesmo".
Em 2019 foi detido num porto da República Dominicana com várias armas a bordo do seu iate. O milionário tinha revelado dias antes da sua prisão que estava a abandonar os EUA porque a CIA estava tentando prendê-lo por alegados delitos fiscais. As autoridades dominicanas acabaram por libertar John Mcafee que viajou para o Reino Unido.
Em outubro de 2020, a polícia espanhola deteve no aeroporto de Barcelona John Mcafee, que era procurado nos Estados Unidos por suspeitas de delito de fraude. O milionário foi interceptado quando se preparava para apanhar um voo para Istambul. John Mcafee era suspeito de, entre outros crimes, fugir ao pagamento de milhões de dólares em impostos sobre os lucros que alegadamente teria obtido em atividades como o comércio de dinheiro virtual (criptomoedas).

## Morte
McAfee foi encontrado morto em 23 de junho de 2021 em uma prisão próxima a Barcelona horas depois do tribunal superior de Espanha aprovar a sua extradição para os Estados Unidos. A causa da morte foi suicídio por enforcamento.